# Drunk (bài hát của Ed Sheeran)
"Drunk" là bài hát của ca sĩ-nhạc sĩ người Anh Ed Sheeran. Đây là đĩa đơn thứ 4 trong album +, được phát hành vào ngày 17 tháng 2 năm 2012. Bài hát do Ed Sheeran sáng tác và được sản xuất bởi Jake Gosling. Đĩa đơn xuất phát trên UK Singles Chart ở vị trí thứ 63. Một tuần sau đó nó leo lên vị trí thứ 29 rồi tiếp tục lên vị trí thứ 9, trở thành đĩa đơn thứ tư của Ed Sheeran lọt vào top mười.

## Bối cảnh
Vào ngày 14 tháng 1 năm 2012, Ed Sheeran thông báo trên mạng xã hội Twitter rằng "Drunk" sẽ là đĩa đơn thứ 4 trong album +.

## Biểu diễn trực tiếp
Ed Sheeran trình bày bài hát trực tiếp trên The Graham Norton Show vào ngày 27 tháng 1 năm 2012. Anh thể hiện bài hát vào ngày 25 tháng 2 năm 2012 trong chương trình Let's Dance for Sport Relief.

## Music video
Video âm nhạc của bài hát được đăng tải vào ngày 20 tháng 1 năm 2012 với sự góp mặt của Nina Nesbitt hiện có trên 50 triệu lượt xem trên YouTube. Video do Saman Kesh viết kịch bản và đạo diễn, bắt đầu với cảnh Ed Sheeran về nhà và ngồi trên ghế sofa đầy chán nản. Khi anh mở một lon bia, anh thấy con mèo của mình đang nói chuyện với anh. Họ cùng uống bia, chơi điện tử, rồi đi ra quán rượu. Sheeran và con mèo bị tống ra khỏi quán khi một người chụp ảnh Ed Sheeran và con mèo lao vào đánh người đó. Họ về nhà mở tiệc cùng với mấy cô gái và vài con mèo còn Ed Sheeran bắt đầu lên cơn ảo giác vì say. Video kết thúc với cảnh Sheeran thức giấc nhìn thấy con mèo bên cạnh mình cùng lon bia trên bàn. Trong toàn bộ video, Ed Sheeran liên tục hồi tưởng về những hình ảnh của một cô gái và trông chán nản ngay sau mỗi lần như thế, có nghĩa đó là người yêu cũ vừa chia tay với anh.

## Ý kiến phê bình
Robert Copsey của Digital Spy nhận xét tích cực như sau:

Bởi vì, không bất ngờ, nhu cầu cho sự đa dạng của anh ta đang thiếu chủ đề về các cô gái hơn là khát vọng mới vào những điểm nóng danh vọng say sưa hay tiệc tùng với đoàn tùy tùng những kẻ dai như đỉa. "A house gets cold when you cut the heating/ Without you to hold I'll be freezing," Anh hát acoustic dứt khoát với giọng nghe như thể anh đã thể hiện nó rất nhiều lần rồi. Nhưng với sự diễn giải của video, anh đã thành công khi khai thác khía cạnh hài hước của nó. .

## Danh sách bài hát
| Tải kĩ thuật số | Tải kĩ thuật số                             | Tải kĩ thuật số |
| STT             | Nhan đề                                     | Thời lượng      |
| --------------- | ------------------------------------------- | --------------- |
| 1.              | "Drunk" (Rudimental Remix)                  | 4:42            |
| 2.              | "Drunk" (Doctor P Remix)                    | 3:46            |
| 3.              | "Drunk" (Lazy Jay's Wasted In London Remix) | 5:18            |
| 4.              | "Drunk" (Lazy Jay's Rave-O-Lution Remix)    | 5:00            |
| 5.              | "Drunk" (Jayglo Remix)                      | 4:31            |

| Đĩa đơn CD | Đĩa đơn CD                                  | Đĩa đơn CD |
| STT        | Nhan đề                                     | Thời lượng |
| ---------- | ------------------------------------------- | ---------- |
| 1.         | "Drunk"                                     | 3:20       |
| 2.         | "Drunk" (Doctor P Remix)                    | 3:46       |
| 3.         | "Drunk" (Lazy Jay's Wasted In London Remix) | 5:18       |
| 4.         | "Drunk" (Lazy Jay's Rave-O-Lution Remix)    | 5:00       |
| 5.         | "Drunk" (Rudimental Remix)                  | 4:42       |

| Vinyl 7" | Vinyl 7"                   | Vinyl 7"   |
| STT      | Nhan đề                    | Thời lượng |
| -------- | -------------------------- | ---------- |
| 1.       | "Drunk"                    | 3:20       |
| 2.       | "Drunk" (Rudimental Remix) | 4:42       |

## Danh sách những người tham gia
- Giọng ca chính – Ed Sheeran
- Nhà sản xuấts – Jake Gosling
- Lời – Ed Sheeran, Jake Gosling
- Hãng thu âm: Warner Music Group

## Xếp hạng và chứng nhận
| Bảng xếp hạng (2012)              | Vị trí cao nhất |
| --------------------------------- | --------------- |
| Úc (ARIA)                         | 9               |
| Bỉ (Ultratip Flanders)            | 22              |
| Ireland (IRMA)                    | 7               |
| Nhật Bản (Japan Hot 100)          | 56              |
| New Zealand (Recorded Music NZ)   | 23              |
| Scotland (OCC)                    | 13              |
| Slovakia (Rádio Top 100)          | 43              |
| Anh Quốc (OCC)                    | 9               |
| Hoa Kỳ Hot Rock Songs (Billboard) | 26              |

| Bảng xếp hạng (2012)          | Vị trí |
| ----------------------------- | ------ |
| UK Singles Chart              | 71     |
| Bảng xếp hạng (2013)          | Vị trí |
| US Hot Rock Songs (Billboard) | 99     |

## Chứng nhận
| Quốc gia | Chứng nhận  | Số đơn vị/doanh số chứng nhận |
| --- | ----------- | ----------------------------- |
| Úc (ARIA) | 2× Bạch kim | 140.000^                      |
| New Zealand (RMNZ) | Vàng        | 7.500*                        |
| Anh Quốc (BPI) | Bạch kim    | 600.000‡                      |
| Hoa Kỳ (RIAA) | Vàng        | 500.000‡                      |
| Stream |             |                               |
| Đan Mạch (IFPI Đan Mạch) | Vàng        | 900.000^                      |
| * Chứng nhận dựa theo doanh số tiêu thụ. ^ Chứng nhận dựa theo doanh số nhập hàng. ‡ Chứng nhận dựa theo doanh số tiêu thụ và phát trực tuyến. |             |                               |

## Lịch sử phát hành
| Quốc gia | Ngày phát hành      | Định dạng       | Hãng đĩa           |
| -------- | ------------------- | --------------- | ------------------ |
| Anh Quốc | 17 tháng 2 năm 2012 | Tải kĩ thuật số | Warner Music Group |
| Ý        | 29 tháng 6 năm 2012 | Airplay         | Warner Music Group |